# Oncometopia rufipennis
Oncometopia rufipennis är en insektsart som först beskrevs av Victor Antoine Signoret 1855.  Oncometopia rufipennis ingår i släktet Oncometopia och familjen dvärgstritar. Inga underarter finns listade i Catalogue of Life.